# Jurema Almeida

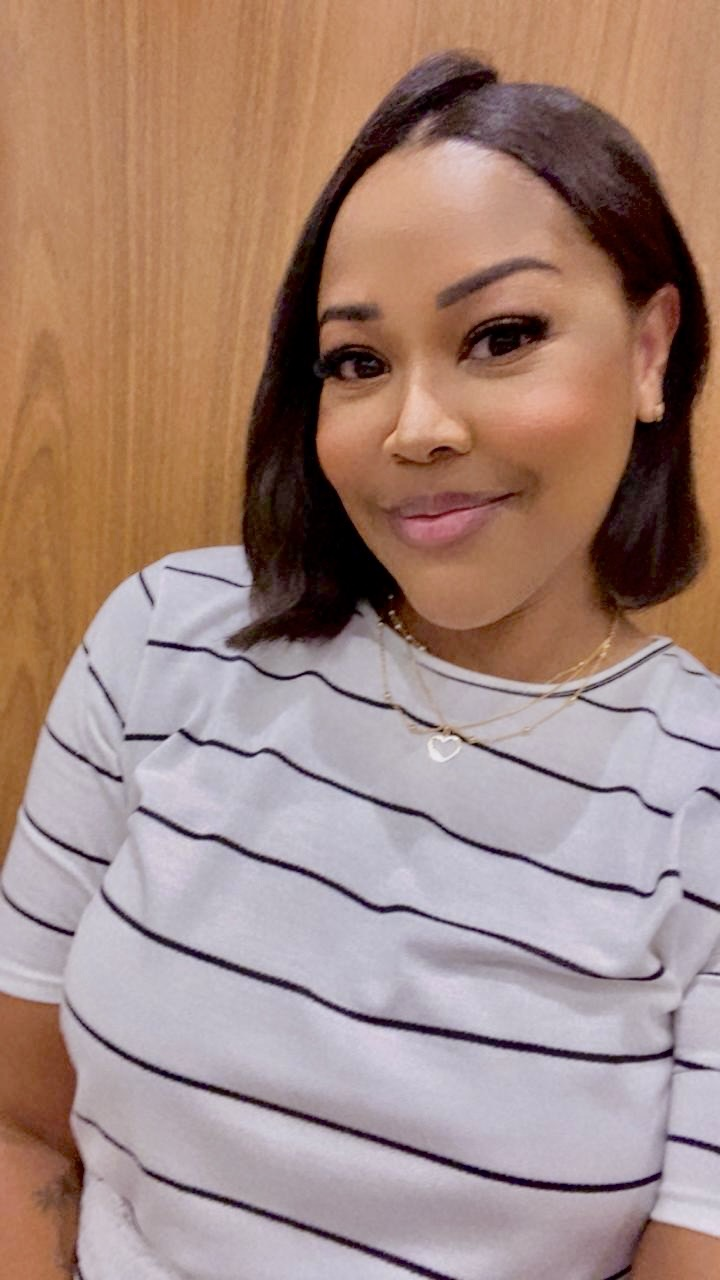
Jurema Almeida

Jurema Almeida é uma escritora e educadora multidisciplinar, nascida em Prado na Bahia, região do nordeste brasileiro. Ao longo de sua vida já morou em diversas cidades do país como Salvador, Juiz de Fora e Brasília, e por meio dos seus conhecimentos, veem contribuindo na formação dos cidadãos brasileiros.
Sua primeira graduação foi em pedagogia em Brasília, onde iniciou sua carreira na educação infantil como professora por dois anos, hoje ela é orientadora educacional concursada do estado, e já atuou em todos os seguimentos da educação básica (Educ. infantil, fundamental e ensino médio) e também na educação profissional como supervisora.
Ao longo de sua carreira sempre pensando em aprimorar e ampliar seus conhecimentos, Jurema se especializa em gestão e orientação educacional, faz sua segunda graduação em filosofia e também se especializa em educação precoce e educação especial. A educadora destaca-se como defensora dos direitos das crianças na escola, articulando com diversos setores externos e internos, para assegurar o direito pleno a uma educação de qualidade e inclusiva.
Seu lema é: “Equidade para Igualdade”!
A mesma defende isso amplamente nas suas redes sociais e por onde passa com suas palestras. Ela ministra palestras de diversos temas tais como: “Stop Bullying”, “Desafios da Orientação Educacional na Atualidade”, “Inclusão e Diversidade”, “Comunicação Não Violenta”, “Cultura de Paz na Escola”, Escola: Espaço de Escuta, Produção de Saberes, Inovação e Respeito às Diferenças”, “Se me Ensinas com Amor eu Aprendo”, entre outras.
Pensando em colaborar ainda mais nessa formação Jurema já escreveu três livros infantis, todos buscando conscientizar crianças e adultos sobre essas temáticas, um deles intitulado "THOR" está publicado desde setembro de 2024. Jurema escreve textos, poesias, produz vídeos e outros conteúdos para suas redes sociais, todos pautados em seus conhecimentos pedagógicos e filosóficos.
A mesma acredita no poder de transformação cultural das pessoas e da sociedade através do investimento na formação integral, libertadora e de qualidade das crianças, que são os futuros cidadãos atuantes e para que possam atuarem de maneira plena e igualitária, Jurema entende que é preciso que essas crianças possam viver essa igualdade e plenitude.

### Livro Thor
Thor conta a inspiradora história de um garoto cheio de energia que descobre no basquete muito mais do que um esporte. Com a bola nas mãos, Thor aprende lições valiosas sobre disciplina, amizade e trabalho em equipe, em uma jornada emocionante e cheia de descobertas. A obra aborda temas fundamentais, como inclusão, diversidade, cooperação e respeito às diferenças, promovendo valores essenciais para o desenvolvimento das crianças. Além disso, o livro traz páginas extras repletas de atividades interativas, com espaço para desenhos e reflexões, permitindo aos leitores se conectarem ainda mais com a história.